# Ali Akbar Ostad-Asadi
Ali Akbar Ostad-Asadi (Tabriz, 17 settembre 1965) è un ex calciatore iraniano, di ruolo difensore.